# Amsinckiopsis
Amsinckiopsis kingii, vrsta boražinovki, američki je endem iz Kalifornije i Nevade. Prvi puta opisana je 1871. i smještena u rod Eritrichium, i nakon toga u rod Plagiobothrys (1885.) i 2020. u vlastiti rod Amsinckiopsis

## Sinonimi
- Plagiobothrys kingii (S.Watson) A.Gray
- Eritrichium kingii S.Watson
- Sonnea kingii (S.Watson) Greene; Pittonia 1: 23 (1887)